# マイケル・カスクーナ
マイケル・カスクーナ（Michael Cuscuna、1948年9月20日 - 2024年4月19日）は、アメリカコネチカット州スタンフォード生まれのジャズの音楽プロデューサー、ライター。ブルーノート・レコードの録音・蓄積のディスコグラファの第一人者。

## 来歴
カスクーナは若い頃、ドラムス、サックス、フルートを演奏したが、次第に彼自身のレコードレーベルを作ることに関心が移った。彼はペンシルベニア大学が運営しているFM放送WXPNでジャズ番組を持ち、1960年代後期にはバーナード・ストールマンが始めたレコードレーベルESP-Diskで働き、ジャズ・アンド・ポップ・マガジン誌とダウンビート誌に寄稿した。1970年代、彼はWXPNからWMMRに移り、さらにWABC-FM（現在のWPLJ）で、プログレッシブ・ロックのDJとして活動するようになった。1970年代にアトランティック・レコードにプロデューサーの職を得、デイヴ・ブルーベックやアート・アンサンブル・オブ・シカゴの録音をした。彼はまた、モータウン、ABCレコード（インパルス!レコードの再発に携わった）、アリスタ・レコード、ミューズ・レコード、フリーダム・レコード、エレクトラ・レコード、ノーバス・レコードで仕事をした。1975年から1981年まで、ブルーノート・レコードの膨大なアーカイブから重要なセッションの発掘をした。
1983年、チャーリー・ロウリーとともに、ジャズのリイシュー（再発）ボックス・セットに特化したモザイク・レコードを設立。2009年時点で、レコードをおよそ300ほどリリースしていた。対象となったのはセロニアス・モンク、マイルス・デイヴィス、ナット・キング・コールなどの有名なアーティストから、ティナ・ブルックス、アイク・ケベックなど比較的無名なアーティストまで多岐に渡る。カスクーナは、その仕事によって3つのグラミー賞を受けた。1984年から、カスクーナはブルーノート・レコードの特別コンサルタント、プロデューサー、リイシュー（再発）監督を務めていた。
2024年4月19日、長年のがんとの闘病の末75歳で死去。

## グラミー賞
- 1992年：Best Historical Album for ナット・キング・コール『The Complete Capitol Trio Recordings』
- 1998年：Best Album Notes for マイルス・デイヴィス『Miles Davis Quintet, 1965-68: The Complete Columbia Studio Recordings』（with Bob Belden and Todd Coolman）
- 2001年：Best Historical Album for ビリー・ホリデイ『Lady Day: The Complete Billie Holiday on Columbia (1933-1944)』（with Michael Brooks）